# Pradosia colombiana
Pradosia colombiana là một loài thực vật có hoa trong họ Hồng xiêm. Loài này được (Standl.) T.D.Penn. ex T.J.Ayers & Boufford miêu tả khoa học đầu tiên năm 1988.